# Georg Sigismund Green der Ältere
Georg Sigismund Green der Ältere (* 24. September 1673 in Wittenberg; † 9. August 1734 in Chemnitz) war ein deutscher lutherischer Theologe.

## Leben
Georg Sigismund Green der Ältere war der älteste Sohn von Georg Green und dessen Frau Ursula Dorothea, der Tochter des Leipziger Professors für Theologie Elias Sigismund Reinhard. Von frühster Kindheit an wurde er durch Privatlehrer ausgebildet, damit erlangte er mit dem 16. Lebensjahr solche herausragende Fähigkeiten, dass er die griechischen Schriftsteller in ihren alten Scholiasten lesen konnte und das alte Testament in lateinische Verse übersetzte. Nachdem man ihn am 23. Juni 1690 bereits an der Universität Wittenberg gratis immatrikuliert hatte, begann er am 18. Oktober 1692 ein Studium an derselben. Er scheint ganz seinem Vater und Großvater nachgestrebt zu haben und entschied sich, einen theologischen Weg einzuschlagen.
Dazu musste er jedoch zuerst ein Studium der Artes Liberales absolvieren. So besuchte er die Vorlesungen bei Georg Kaspar Kirchmaier in Rhetorik, bei Christian Donati in Dialektischer Logik, bei Konrad Samuel Schurzfleisch in Geschichte, Griechische Sprache und Literatur, bei Theodor Dassov in Philosophie und bei Christian Röhrensee in Ethik. Bereits am 16. Oktober 1693 erlangte der weithin vorgebildete Green den akademischen Grad eines Magisters der Philosophie. Er betätigte sich im Anschluss als Privatdozent und bereitete andere Studenten auf ihre Prüfungen vor. Dennoch verfolgte er sein Ziel weiter, ein Theologe der lutherischen Orthodoxie zu werden. Seine theologischen Lehrer waren Johann Deutschmann, Caspar Löscher, Johann Georg Neumann und Philipp Ludwig Hanneken, die bedeutende Vertreter der Hoch- und Spätorthodoxie waren.
Während jener Zeit sind auch seine Dissertationen De Scholiaste Aristophanis, De propositionibus exhibitivis 1 und De propositionibus exhibitivis 2 entstanden. Green muss sich durch seine Arbeiten solches Ansehen erworben haben, dass er am 30. August 1697 als außerordentlicher Adjunkt in die philosophische Fakultät aufgenommen wurde. Seine Zukunft sah er jedoch nicht im akademischen Unterricht an der philosophischen Fakultät der Universität seiner Heimatstadt. Daher nahm er im Folgejahr eine Stelle als Archidiakon in der damaligen Hauptstadt der Niederlausitz Luckau an. Um einen weiteren Aufstieg zu schaffen, absolvierte er in Wittenberg am 14. Februar 1700 das Lizentiat der Theologie. 1701 wurde er Prediger in Dobrilugk, 1706 Pastor und Superintendent in Chemnitz und promovierte zu diesem Zweck in Wittenberg am 28. April 1707 zum Doktor der Theologie.
Green hat sich an der Redaktion des Biblisches Real-Lexicon von Johann Hunger beteiligt und hat das Chemnitzer Gesangbuch mit herausgegeben. Sein Sohn Georg Sigismund Green der Jüngere erlangte ebenfalls als Autor Bedeutung.

## Werkauswahl
- Exercitatio Philologica De Scholiaste Aristophanis. (Resp. Johannes David Burger) Kreusig, Wittenberg 1695. (Digitalisat Diss. 1), (Diss. 2)
- Exercitatio Logica De Propositionibus Exhibitivis. 2 Diss. Kreusig,  Wittenberg 1696. (Digitalisat Diss 1)
- Diss. Ad Epigramma Martialis de juramento per Anchialum. Kreusig, Wittenberg 1697.
- De termino salutis humanae peremtorio contra Boesium